# Baraki-nakayama (metropolitana di Tokyo)
Baraki-nakayama (原木中山駅?, Baraki-nakayama-eki) è una stazione della metropolitana di Tokyo e si trova nella città di Funabashi nella prefettura di Chiba. Essa serve la linea Tōzai della Tokyo Metro.